# پانسکه دوبنکی
پانسکه دوبنکی (به چکی: Panské Dubenky) یک منطقهٔ مسکونی در جمهوری چک است که در ناحیه ییهلاوا واقع شده‌است. پانسکه دوبنکی ۳٫۴۱ کیلومتر مربع مساحت و ۱۱۲ نفر جمعیت دارد و ۶۲۷ متر بالاتر از سطح دریا واقع شده‌است.